# Sonam Topgyal Kazi
Ne doit pas être confondu avec Sonam Topgyal ou Rai Bahadur Sonam Tobten.
Pour les articles homonymes, voir Kazi.
Sonam Topgyal Kazi, ou Sonam T. Kazi ou encore Sonam Topgay Kazi (tibétain : བསོད་ནམས་སྟོབས་རྒྱལ་ཀ་ཛི, Wylie : bsod nams stobs rgyal ka dzi), né à Rhenock (en) au Sikkim le 1er janvier 1925 et mort à Saugerties dans l'État de New York le 13 juin 2009, est un écrivain et traducteur depuis le tibétain né au Sikkim. Spécialiste du Dzogchen, il a traduit de nombreux ouvrages.

## Biographie
Né au Sikkim en 1925, il était le 5e fils de Relon Sonam Dadul Renock Kazi, un responsable du gouvernement du Sikkim. Durant son enfance, son père qui rencontre à deux reprises le 13e Dalaï Lama, partage avec lui ses connaissances au sujet du Tibet, éveillant son intérêt pour le bouddhisme tibétain. 
Le jeune garçon est élève de la Scottish Universities Mission Institution à Kalimpong et du Collège Saint-Étienne à Delhi. 
A l'issue ses études en 1948,  le gouvernement du Sikkim le nomme interprète et guide lors de la première visite de pèlerinage en Inde du 16e karmapa.
Quand un poste se libère au Tibet, il se porte candidat et devient interprète et traducteur auprès de la mission indienne au Tibet entre janvier 1949 et octobre 1955,. 
En 1956, avec le diplomate indien Apa Pant et le prince héritier du Sikkim Palden Thondup Namgyal, il reçoit, côté indien du Nathu La, le 14e dalaï-lama quand celui-ci se rend en Inde à l'occasion du 2 500e anniversaire de la naissance du bouddha Siddhartha Gautama, de novembre 1956 à février 1957.
Sonam Togpyal Kazi se rend au Tibet en 1957-58 en tant que membre d'une délégation indienne pour y envisager une visite du Premier ministre indien Nehru, visite qui a lieu en octobre 1958.
Sonam Togpyal Kazi est envoyé par le gouvernement de l'Inde pour accueillir le 14e dalaï-lama lors de son arrivée en exil en Inde en 1959. Il est l'interprète principal du dalaï-lama 13 ans durant, jusqu'en 1972. 
Il aide David Armine Howarth dans la traduction en anglais de la première autobiographie du dalaï-lama, Ma terre et mon peuple publié en 1962.
En 1965, il est directeur de la Tibet House en Inde, et rédige le catalogue Wisdom and Compassion d'exposition d'art tibétain à New Delhi.
Il accueille Thomas Merton lorsque celui-ci rend visite au dalaï-lama à Dharamsala en 1968.
Sonam Kazi a supervisé certains aspects du montage des films d'Arnaud Desjardins sur les maîtres tibétains, et c'est à ce titre qu'il se rend en France en 1968.
Selon Havnevik Hanna, citant Arnaud Desjardins, la fille de Sonam Togpyal Kazi, Jetsun Péma, a été reconnue par le 14e dalaï-lama et le 16e karmapa comme la réincarnation de Jetsun Lochen Rinpoché (Lochen Chönyi Zangmo) qui fut enseignante de Sonam Topgyal Kazi et de sa femme.
Il a déclaré dans ses écrits que le Tibet était un pays pacifique et indépendant, notamment dans un compte rendu de son expérience au Tibet avant l'invasion chinoise publié en 1994 et cité par Melvyn C. Goldstein,. Ce témoignage important pour les Tibétains a été publié en 1994 dans Tibetan Bulletin.

## Œuvres
- 1993 Kun-Zang La-May Zhal-Lung: The Oral Instruction of Kun-Zang La-Ma on the Preliminary Practices of Dzog-Ch'En Long-Ch'En Nying-Tig (Nga-Gyur Nying-Ma), Volumes 2 à 3, traduction Sonam T. Kazi, Diamond Lotus Pub, 1989.
- 1981 Encyclopedia Tibetica: the collected works of Bo-doń Paṇ-chen Phyogs-las-rnam-rgyal, (Bodong Chögle Namgyel) Volume 1, Ed. Tibet House
- 1975 The collected works of Kun-mkhyen, Jigme Lingpa
- 1977 bKe'vielm. bKa' brgyad bde gshegs 'dus pa'ichos skor, Nyangrel Nyima Özer
- 1969 The Redaction of Rdzogs-chen Rgyal-sras Gzhan-phan-mtha'-yas Volume 3 Gyalse Shenpen Thaye
- 1969 Rang grol skor gsum and Byang chub kyi sems kun byed rgyal po'i don khrid rin chen gru bo: sources for the understanding of Rdzogs-chen meditation Longchenpa
- 1970 The visionary and mystic poetry of Khams-smyon dharma-sengge (Khams-smyon dharma-sengge ou Karma Jigme Chokyi Singye)
- 1971 Mi-pham on the Kālacakra tantra: a reproduction of the two volumes from the collected works of 'Jam-mgon 'Ju Mi-pham-rgya-mtsho dealing with the cycle of the Wheel of time, Jamgon Ju Mipham Gyatso